# 스나모리 가즈야
스나모리 가즈야(일본어: 砂森 和也, 1990년 9월 2일 ~ )는 일본의 축구 선수이다. 현재 J3리그의 AC 나가노 파르세이루에서 뛰고 있다.

## 구단 경력
그는 2016년부터 J리그의 카마타마레 사누키, 아술 클라로 누마즈, 가고시마 유나이티드 FC, AC 나가노 파르세이루에서 뛰었다.